# Xenofobi
Xenofobi (af græsk xenos = "fremmed" + phobos = "frygt, flugt") er en følelse og eventuelt fysisk udtryk af stærk frygt for eller mistro til fremmedhed og til fremmede, herunder internt migrerende der opfattes som udefrakommende eller udefrakommende uden statsborgerskab.

## Anvendelse
Xenofobi og racisme anvendes ofte synonymt, men er adskilte fænomener. Mens racisme har udgangspunkt i race-begrebet, der kort sagt forskelsbehandler mennesker med et racetilhørsforhold, der er forskelligt fra ens eget, beskriver xenofobi, baseret på forestillingen om utålelig fremmedhed, en utryghed over for det fremmede så stor, at den bliver irrationel og indebrændt (angst).
Da xenofobiske følelser ofte opleves komme til udtryk over for mennesker med identiske fysiologiske træk (når disse ankommer, vender hjem eller migrerer til stater eller områder, hvor befolkningen betragter dem som ikke-tilhørende fremmede), bliver den fobiske fremmedangsts udtryk ofte forvekslet med racistiske motiver.
Xenofobi og racisme regnes dog blot for to reaktioner blandt mange udtryk for diskrimination.

## Forskning
Ifølge sociobiologien er grundlæggende og biologisk affødte emotioner – såsom fysisk begær, tab, frygt, glæde oa. – dele af et biologisk overlevelsesdirektiv, der styrer den fortsatte evolutionære genselektion. Med sociobiologiens øjne opstår xenofobi ud af dybereliggende følelser og må derfor generelt betragtes som et biologisk fænomen.[kilde mangler]
Sociologien, derimod, ser de basale emotioner raffineret af menneskehedens adfærdsregulerende sociale styring til mere komplekse følelser som erotik, sorg, had osv.. Udviklede følelser, der forstærker den komplekse samfundsdannelse, som i gensidighed virker selvforstærkende på følelsernes kompleksitet. Jo mere komplekst samfund, desto mere komplekse følelser, og desto mere komplekst samfund osv.[kilde mangler]
Trods uenighed om ophavet for nutidsmenneskers handlinger – i de oprindelige individuelt biologiske grundfølelser eller i de samfundsmæssigt raffinerede følelsesdeifinitioner – kan sociobiologien og sociologien enes om, at blandt de grundlæggende emotioners "sentimentale strukturer" kan også "xenofobi, etnocentrisme og racisme betragtes som afkom af adaptiv, genetisk bias". Dvs. en nedarvet og/eller tillært overlevelsesmekanisme.
Som kulturraffineret biologisk forsvar regner sociologien dog kun xenofobi for én blandt mange tillærte, mere udviklede følelser. Xenofobi ses som et løbende forstærket resultat af en moderne stats "symbolske og normative systemer, som legitimerer integrerende eller ekskluderende processer". Altså et rationelt arbejdende samfundssystem, der kan opleves bevidst at forskelsbehandle borgere.
Fobisk adfærd over for fremmede, et kompleks af "holdninger, fordomme og adfærd, der afviser, ekskluderer og ofte bagvasker og tilsværter mennesker alene baseret på den opfattelse, at disse er udefrakommende eller fremmede for fællesskabet, samfundet eller oplevelsen af national identitet", springer i følge sociologien ikke ud af intet, men vokser på et grundlag af allerede eksisterende racistiske, etniske, religiøse, kulturelle eller nationale fordomme i den enkelte.[kilde mangler]

## Følgevirkninger af xenofobi
Følelsen, at ens land eller ens nære og kære er direkte truet af en anden nation eller kultur, kan føre til frygt for at blive indblandet, komme til skade, miste elskede, miste vaner og privilegier. Denne fremtidsprojektion kan slå over i irrationel angst for mennesker, som den angste synes ligner mennesker fra nationen eller kulturen, der er årsag til frygten. Ligeledes kan medier og politikeres negative omtaler af f.eks, fremmedlandes religiøse praksis skabe en frygt for lignende i eget land. Følelsen af magtesløshed - at man ikke kan afhjælpe eller afbøde sin frygt - kan over tid bliver til det indebrændte irrationale, som vi benævner angst.
En direkte virkning af nationalxenofobi kan være, at samfundet lukker sig om sig selv og gennem vanskeliggørelse af indvandring forhindrer introduktionen af nye ideologier, idéer, opfindelser og tankeprocesser.
International negativ omtale kan tillige påvirke turismen, salg af varer til udlandet, udveksling af studerende, investeringer i nationale virksomheder, og sekundært påvirke hele nationens psykologiske velbefindende, når disse tab bliver åbenlyse.
Som en bibemærkning kan nævnes, at disposition over for depression anses for grundlagt under opvæksten, hvorved en national nedtrykthed har magt til negativt at påvirke kommende generationers opfattelse af fremtiden.

## Historie
I 1990’erne fik xenofobiske udtalelser følgeskab af vækst i racistisk vold. Fremvæksten i xenofobi kan betragtes som forskellig fra den gamle form for racisme, der førte til nazisme og fascisme, hvis man betragter disses idiologiske rødder og udløsere. Tilsvarende er det muligt at tale om en “ny racisme”, der udviklede sig i efterkrigstiden, da racisme ikke længere havde rod i biologiske, men snarere i kulturelle forskelle.[kilde mangler]
To udløsere til væksten i xenofobiske og racistiske bevægelser angives at være 1) nye migrationsmønstre som følge af internationaliseringen af arbejdskraften, og 2) globaliseringens øgede konkurrence mellem stater, som har affødt løntrykkeri og nedgang i sociale ydelser, uddannelse og sundhedsvelfærd især af betydning for marginaliserede borgere. Begge udløsere er medvirkende til at skabe national frygt for fremmed konkurrence om arbejdspladser og lokal velfærd, som gennem SoMe-panik kan udmønte sig i racisme (dvs. aggressiv selv-beskyttende adfærd mod migranter) og nationalisme (dvs. kravet om, at Staten yder befolkningen bedre beskyttelse mod udefrakommende).
Forskning har vist, at svær økonomisk ulighed i et samfund afføder spændinger og fører til racistiske og xenofobiske manifestationer, hvor alle, der regnes for udefrakommende eller fremmede, ofte migranter, flygtninge, asylansøgere, internt fordrevne og ikke-nationale mennesker, kan blive mål for overgreb. Samtidig observeres ingen direkte overensstemmelse mellem et stort antal flygtninge på den ene side og xenofobiske og racistiske reaktioner på den anden. Social deroute i særlige grupper og politiske højrefløjsorganisationer er alt, der skal til for at gøre fremmedfrygten åbenlys som xenofobi.

## Lovlighed
Om diskrimination skriver Institut for Menneskerettigheder::6 
 Diskrimination er ulovlig forskelsbehandling, der kommer til udtryk som direkte eller indirekte forskelsbehandling og som institutionel ulovlig forskelsbehandling. Diskrimination henviser til enhver handling, der har til formål eller som virkning at udelukke eller begrænse menneskers (samfunds) deltagelse på grund af deres alder, handicap, køn, race eller etnicitet, religion eller tro eller seksuelle orientering. De fleste diskriminerende handlinger falder inden for følgende kategorier: mundtlig aggression, undgåelse, individuelle tilfælde af urimelig behandling og fysiske angreb eller aggression. Diskrimination kan både være direkte og indirekte.

Bliver den xenofobiske frygt udadvendt og udtrykker sig i hadsk tale eller direkte overgreb rettet mod mennesker, som vedkommede forbinder med sine frustrationer, kan man sige at den udøvende er xenofobisk. Xenofobi er en følelse og ikke i sig selv ulovlig, men som bekendt er overgreb på andre mennesker strafbare, uanset hvor bange man er.[kilde mangler]